# Brachythecium tearapense
Brachythecium tearapense är en bladmossart som beskrevs av Bescherelle 1894. Brachythecium tearapense ingår i släktet gräsmossor, och familjen Brachytheciaceae. Inga underarter finns listade i Catalogue of Life.